# Pagejacking
Le pagejacking est une technique d'optimisation pour les moteurs de recherche (SEO) qui consiste à récupérer les balises <meta> d'une page bien classée dans les moteurs de recherche pour les copier sur les pages de son propre site.
Les balises <meta> ne représentant qu'un maillon dans la chaine des éléments qui vont influer sur la position d'un site, l'efficacité de cette méthode reste à prouver.